# Agenium leptocladum
Agenium leptocladum är en gräsart som först beskrevs av Eduard Hackel, och fick sitt nu gällande namn av Clayton. Agenium leptocladum ingår i släktet Agenium och familjen gräs. Inga underarter finns listade i Catalogue of Life.